# Ayía Triás (ort i Grekland, Peloponnesos)
Ayía Triás (Agia Triada) är en ort i Grekland.   Den ligger i prefekturen Nomós Argolídos och regionen Peloponnesos, i den södra delen av landet, 90 km väster om huvudstaden Aten. Ayía Triás ligger 51 meter över havet och antalet invånare är 1 151.
Terrängen runt Ayía Triás är kuperad österut, men västerut är den platt. Runt Ayía Triás är det tätbefolkat, med 257 invånare per kvadratkilometer. Närmaste större samhälle är Argos, 6,3 km väster om Ayía Triás. Trakten runt Ayía Triás består till största delen av jordbruksmark.